# Maurice Eugène Gard

Maurice Eugène Gard, Bronzetafel von Cléofée Casanova (1914)

Maurice Eugène Gard CRB (* 24. Januar 1824 in Versegères, Gemeinde Bagnes, Wallis; † 27. Mai 1890 in Saint-Maurice) war ein Schweizer Augustiner-Chorherr und Philanthrop.

## Leben und Wirken
Maurice Eugène Gard entstammte der Walliser Familie Gard, die seit dem Mittelalter im Bagnestal und seit dem 18. Jahrhundert auch in Saint-Maurice ansässig war. Er besuchte die Schule im Bagnestal und das Kollegium der Abtei Saint-Maurice und trat 1841 in diese Abtei ein, wo er 1842 die Profess als Regularkanoniker ablegte. Seit 1845 studierte er an der Päpstlichen Universität in Rom, wo er 1849 die Priesterweihe empfing.
Von 1851 bis 1858 unterrichtete er Philosophie am kantonalen Lyzeum in Sitten und danach bis 1887 an der Abteischule in Saint-Maurice. In der Zeit des Kulturkampfs beteiligte er sich 1879 an einer Versammlung katholischer Gelehrter, Künstler und Politiker aus der ganzen Westschweiz in Saint-Maurice, auf welcher die Société helvétique de St-Maurice gegründet wurde. Maurice Eugène Gard war der erste Präsident dieser Vereinigung, die nach dem Ersten Weltkrieg in der 1915 gegründeten Société d’histoire du Valais romand aufging.
Gard rief im Kanton Wallis mehrere soziale Institutionen ins Leben. So gründete er für die Betreuung vernachlässigter Kinder das Œuvre de la Sainte-Enfance und 1861 mit der Unterstützung der kirchlichen und politischen Behörden das kantonale Waisenhaus für Mädchen Orphelinat de Sainte-Marie in Vérolliez, einer Örtlichkeit in der Gemeinde Saint-Maurice. Das mit Hilfe des Piusvereins in der Nähe der Mauritiuskapelle auf dem sogenannten Märtyrerfeld errichtete Haus wurde am 15. September 1861 von Abtbischof Etienne Bagnoud eröffnet und stand bis 1890 unter der Leitung von Chorherr Gard. Für die Tätigkeit des Waisenhauses und den Unterricht in Haushaltungskunde gründete er den Orden der Mauritiusschwestern, der sich bis heute im Sozial- und Krankendienst im Unterwallis und im Chablais sowie in andern Ländern bis hin nach Madagaskar engagiert. 1871 fügte Gard dem Waisenhaus ein Altersasyl und 1878 eine Abteilung für Knaben an. 1890 stiftete er Niederlassungen der Mauritiusschwestern mit eigenen Waisenhäusern in den französischen Städten Nîmes und Aigues-Mortes.
Um eine neue Finanzquelle für das Waisenhaus zu erschliessen, verbesserte Maurice Eugène Gard mit Hilfe einer Gönnervereinigung den schwierigen Zugang zur natürlichen Höhle «Trou aux Fayes» bei Saint-Maurice und begann 1864 mit der Vermarktung der geologischen Sehenswürdigkeit für Touristen unter dem werbewirksamen Namen «Grotte aux Fées». Er veranlasste, dass den Ordensschwestern das Eigentum an der Schauhöhle übertragen wurde, womit ihnen die Eintrittsgebühren der Besucher zukamen. Maurice Eugène Gard hatte zuvor selbst bei der speläologischen Erkundung der Höhle mitgewirkt. Die erste für das breite Publikum zugänglich gemachte Grotte der Schweiz wurde schon im späten 19. Jahrhundert von vielen Touristen und auch von prominenten Gästen aufgesucht und zählt bis heute zu den bekannten Reisezielen im Unterwallis. An den frühen Promotor der touristischen Attraktion erinnert ein beim Höhlenzugang angebrachtes Bronzemedaillon von Cléofée Casanova aus dem Jahr 1914.
Der an Naturwissenschaften interessierte Augustinerchorherr gehörte zu den Gründungsmitgliedern der 1861 entstandenen Walliser Vereinigung Société murithienne du Valais.